# اچ‌ام‌آی‌اس بیهار (جی۲۴۷)
اچ‌ام‌آی‌اس بیهار (جی۲۴۷) (به انگلیسی: HMIS Bihar (J247)) یک کشتی بود که طول آن ۱۶۲ فوت (۴۹٫۴ متر) بود. این کشتی در سال ۱۹۴۲ ساخته شد.